# Epimedium acuminatum
Epimedium acuminatum là một loài thực vật có hoa trong họ Hoàng mộc. Loài này được Franch. mô tả khoa học đầu tiên năm 1886.